# Bobby Brown
Bobby Brown (* 5. února 1969 Boston) je americký R&B zpěvák, skladatel a tanečník. Svou sólovou kariéru začal v roce 1986 v kapele New Edition, kterou však záhy opustil, vydal se na sólovou kariéru a několik jeho písní se dostalo do Top 10 nejprestižnější singlové hitparády Billboard Hot 100. Jeho nejznámější album se jmenuje Don't Be Cruel, za které dostal i cenu Grammy.
Je také bývalým manželem zpěvačky Whitney Houston.

## Diskografie

### Alba
- 1986 King Of Stage
- 1988 Don't Be Cruel
- 1992 Bobby
- 1997 Forever